# 英國航空
英國航空，中文簡稱英航，是英國的國家航空公司，也是寰宇一家的創始成員及國際航空集團旗下子公司。英航的主要樞紐為倫敦希斯路機場及倫敦格域機場。英航是歐洲第二大的航空公司、西歐最大的航空公司及全球三間其中一間曾擁有協和客機的航空公司，其餘兩間為法國航空和新加坡航空。此外，英航也與漢莎航空為僅有兩間仍有運營空中巴士A380客機的歐洲航空公司。

## 歷史

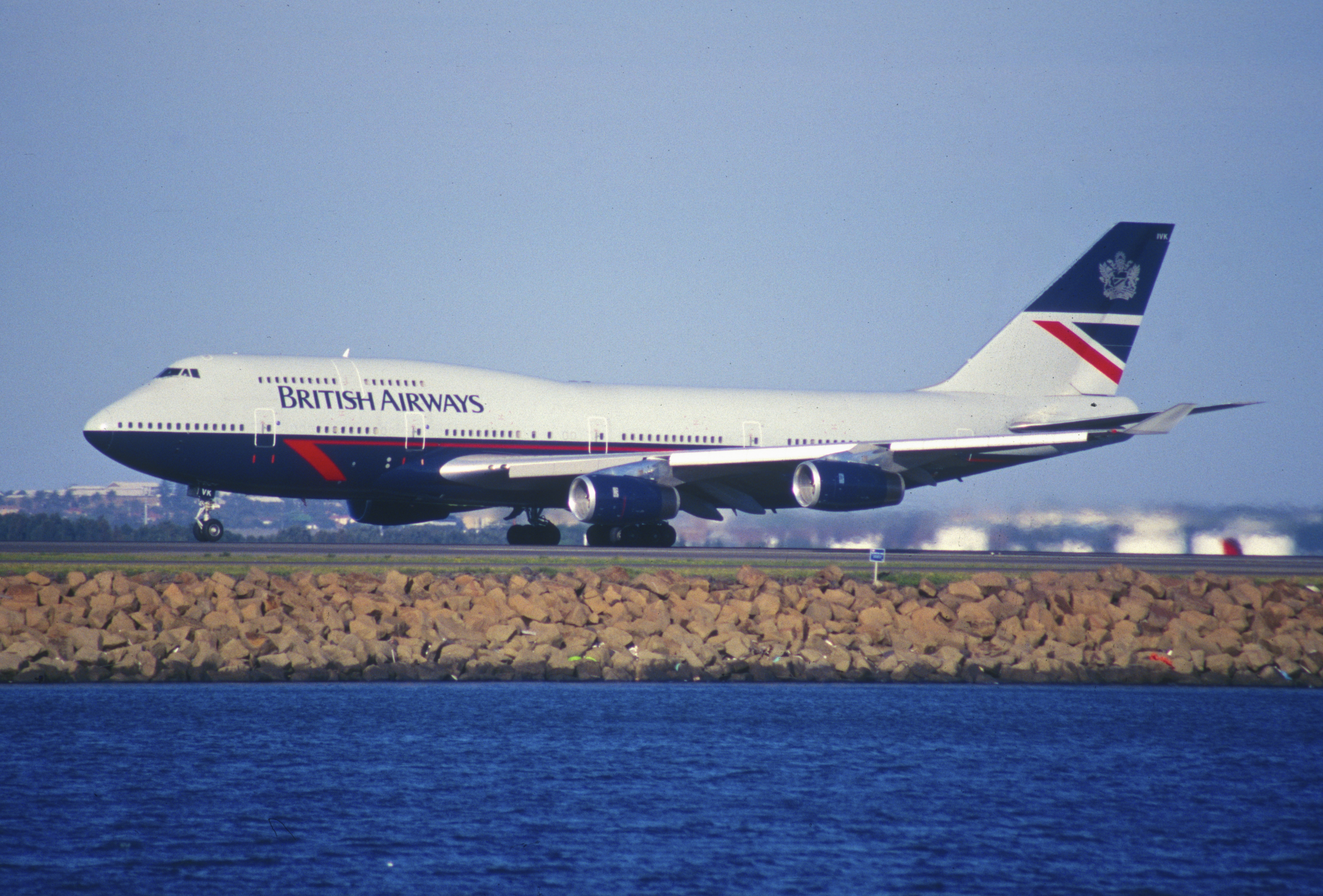
波音747-400（1980年代塗裝，攝於1999年）

1924年，英國航空的前身：帝國航空成立，負責營運英國以東的航線，由當時英國四個航空界龍頭合併組成，其後亦設立不少分公司，包括英國海外航空和英國歐洲航空等。1974年，英國海外航空和英國歐洲航空合併，組成英國航空，機隊由BAC 1-11、波音707、波音747、三叉戟、維克斯VC10、維克斯子爵式、維克斯前鋒和L-1011組成。
1976年，英國航空引進了當時世界上最快的民航客機：协和式客機，1977年引進了波音747-200。到了1984年，維珍航空成立，很快地成為英國航空的競爭對手，到1989年時，才把金獅航空的香港直航服務移交英國航空接辦，象徵英國金獅航空正式步向歷史。
1990年，憧憬著兩德統一後德國的航空市場向外開放，英國航空曾打算收購東德國際航空，但不果，而該公司最後亦在統一後結業。
1993年，因應中華民國外交特殊環境而經營倫敦－香港（啟德機場、赤鱲角機場）──台北的英亞航空成立；最後於2001年終止營運，並將此班次航權移交給國泰航空。目前台灣方面僅剩長榮航空飛航台北－曼谷－倫敦的航線；中華航空曾於2010-2012年間通航的台北－倫敦航線則移交給荷蘭皇家航空並改為台北－阿姆斯特丹－倫敦，直至2017年復航。
2006年，英國航空獲Skytrax選為年度全球最佳航空公司。
2008年，英國航空大部份航班遷入專為英航而設的倫敦希斯路機場的五號客運大樓，耗資43億英鎊，佔地約250公頃，位於跑道27L/09R及27R/09L之間，由女王伊莉莎伯二世於2008年3月14日開幕並於同年3月27日開放予乘客使用，第一班使用該客運大樓是早上4時50分從香港抵達的BA026號班機。現時，並非所有英航航班均使用五號客運大樓，如往曼谷、新加坡及悉尼的航班使用3號客運大樓。
2010年4月8日，英國航空與西班牙國家航空正式簽署合併協議。2家航空公司將在新控股公司國際航空集團框架下聯營，合併年營收約200億美元，將以408架機隊規模飛行全球200條航線，每年載客量逾5800萬人次。
IAG合併市值約80億美元，將在英國、西班牙兩地雙掛牌。英航股東將以1:1比率交換IAG新股，掌握55%股權，利氏家族則掌握剩餘45%。兩家公司將由一家控股公司持有，但維持獨立結構及品牌，以免危害落地權。
2018年8月21日，英國航空遭黑客入侵，約50萬名顧客的資料被盜取。英國航空被重罰1.834億英鎊，罰款大約等於公司1.5%的年度營業額。
2018年10月31日，英國航空關閉自1960年開設的香港國際機艙服務員基地(International Cabin Crew Base)，並全數解僱所有香港員工，稱這是公司詳細審視了全球業務後作的決定。這批員工為數85人，年資由5年至32年不等。英國往返香港航線則保留。
2020年受新型冠狀病毒影響宣布80%員工停職，料涉及約3.6萬名員工。英航早前已經與旗下機師達成協議減薪一半。另外，包括暫停英航80%的機組人員、地勤人員、工程師和總部工作人員的工作，同時亦計劃裁員12000個職位。英航亦試圖推行先解僱再聘用（fire and rehire）威脅員工，受影響員工工資及津貼亦會驟減。而合約方面由於入職年份及工作機隊不同，英航亦要求整合員工合約為單一機隊令全部員工行使同款合約，這舉動令資深員工待遇更差。 （页面存档备份，存于）
2020年10月12日IAG宣佈即日起由 Seam Doyle（愛爾蘭航空行政總裁）接替Alex Cruz 成為英航行政總裁。而Alex Cruz任內工作亦為人詬病，員工對其方向將英航廉航化表示不滿。 （页面存档备份，存于）
2023年2月2日，英國航空宣布恢復往返中國大陸航線。往返於倫敦希斯路機場與上海浦東國際機場之間的航班BA168/BA169於4月23日開始運營，每天一班。往返於倫敦希斯路機場和北京大興國際機場之間的航班BA88/89於6月3日起運營，每周4班。這是繼2019冠狀病毒病中國大陸疫情以來的首次復航。

## 航線

### 代碼共享
英國航空與以下航空公司實行代碼共享：
寰宇一家成員
- 阿拉斯加航空
- 美國航空
- 國泰航空
- 芬蘭航空
- 西班牙國家航空
- 日本航空
- 馬來西亞航空
- 澳洲航空
- 卡塔爾航空
- 皇家約旦航空

其他航空公司
- 愛爾蘭航空
- 波羅的海航空
- 曼谷航空
- 中國東方航空（天合聯盟）
- 中國南方航空
- 巴西南美航空
- 智利南美航空
- 洛根航空
- TAAG安哥拉航空
- 伏林航空

## 機隊

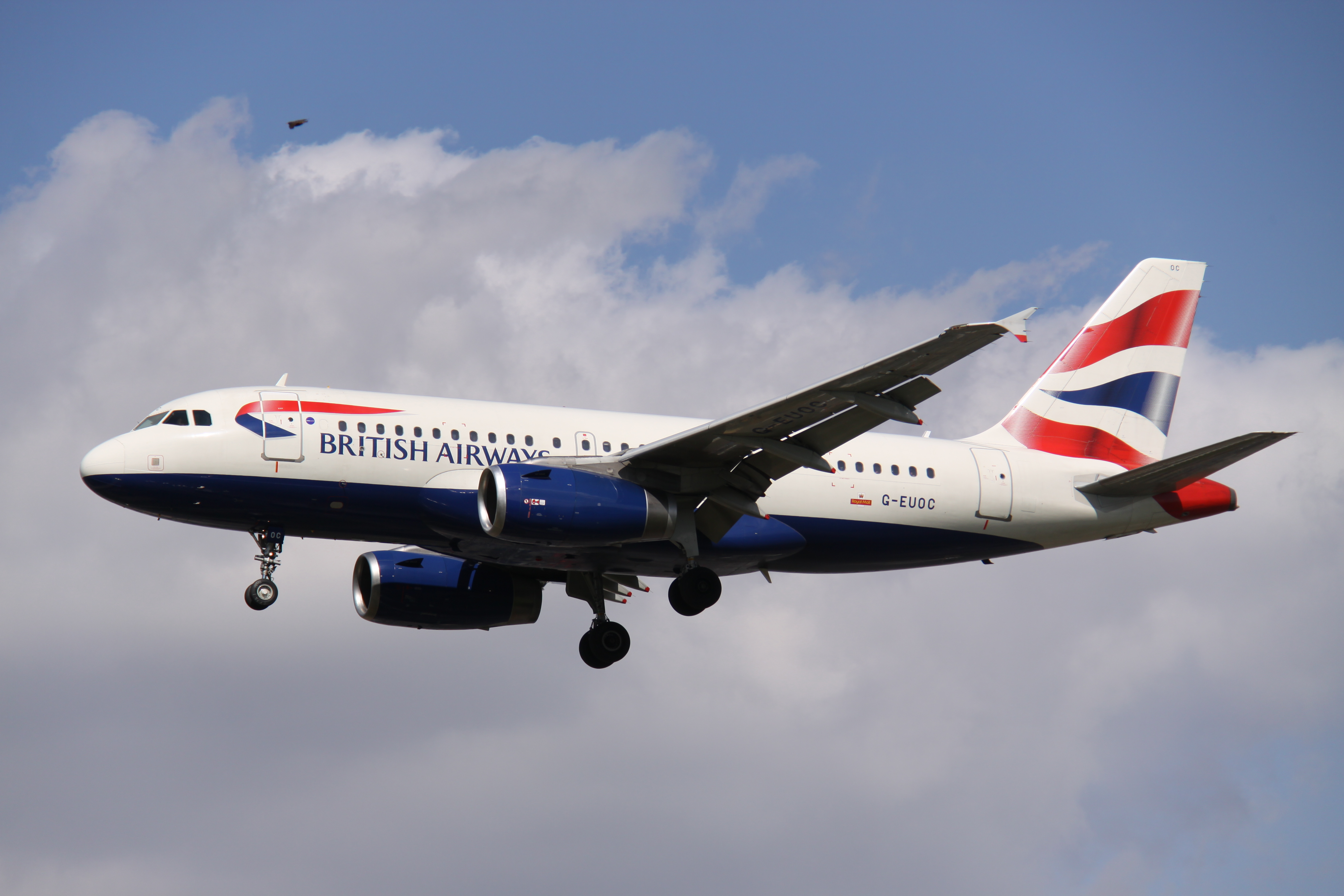
空中巴士A319-100

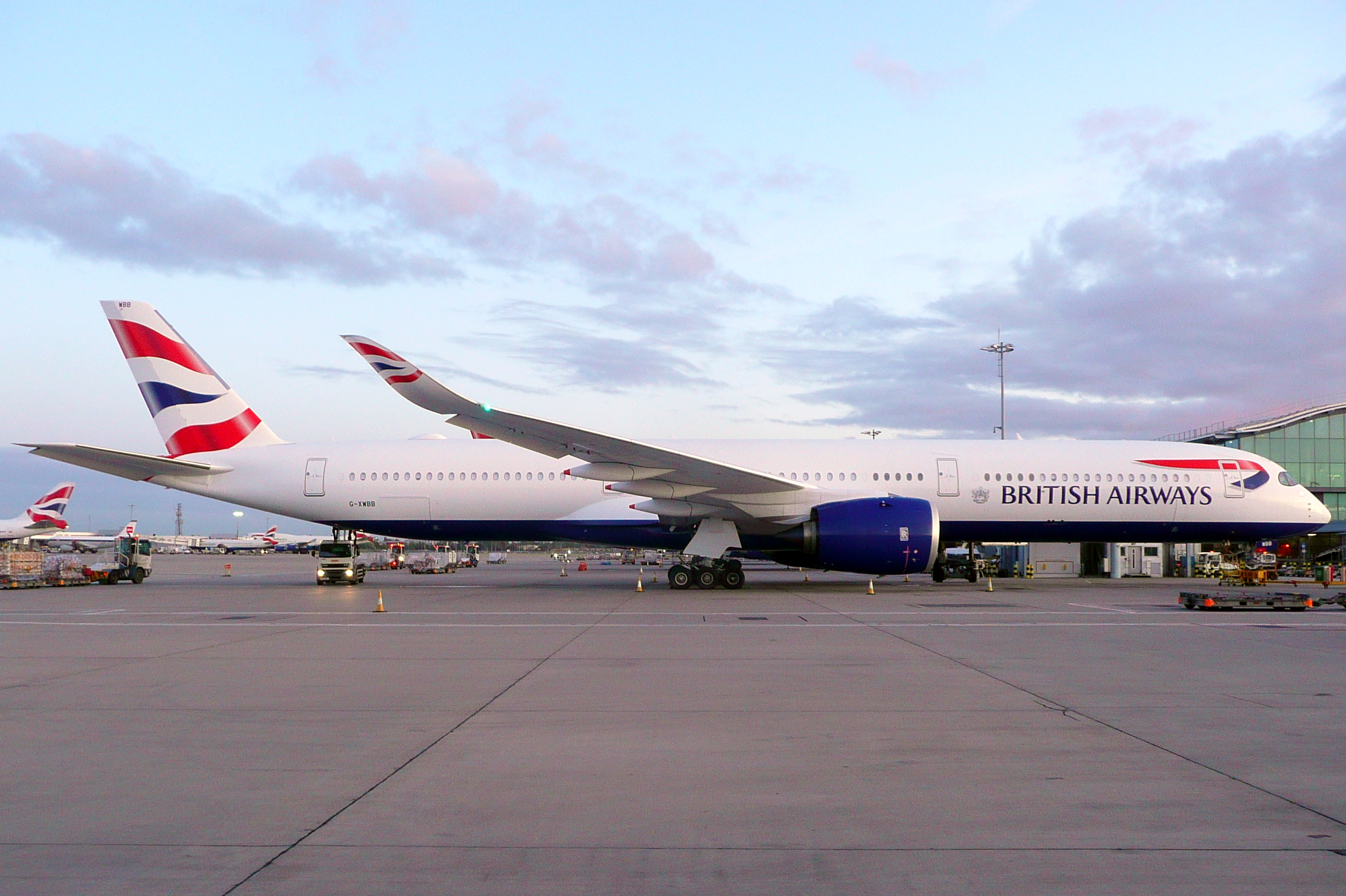
空中巴士A350-1000

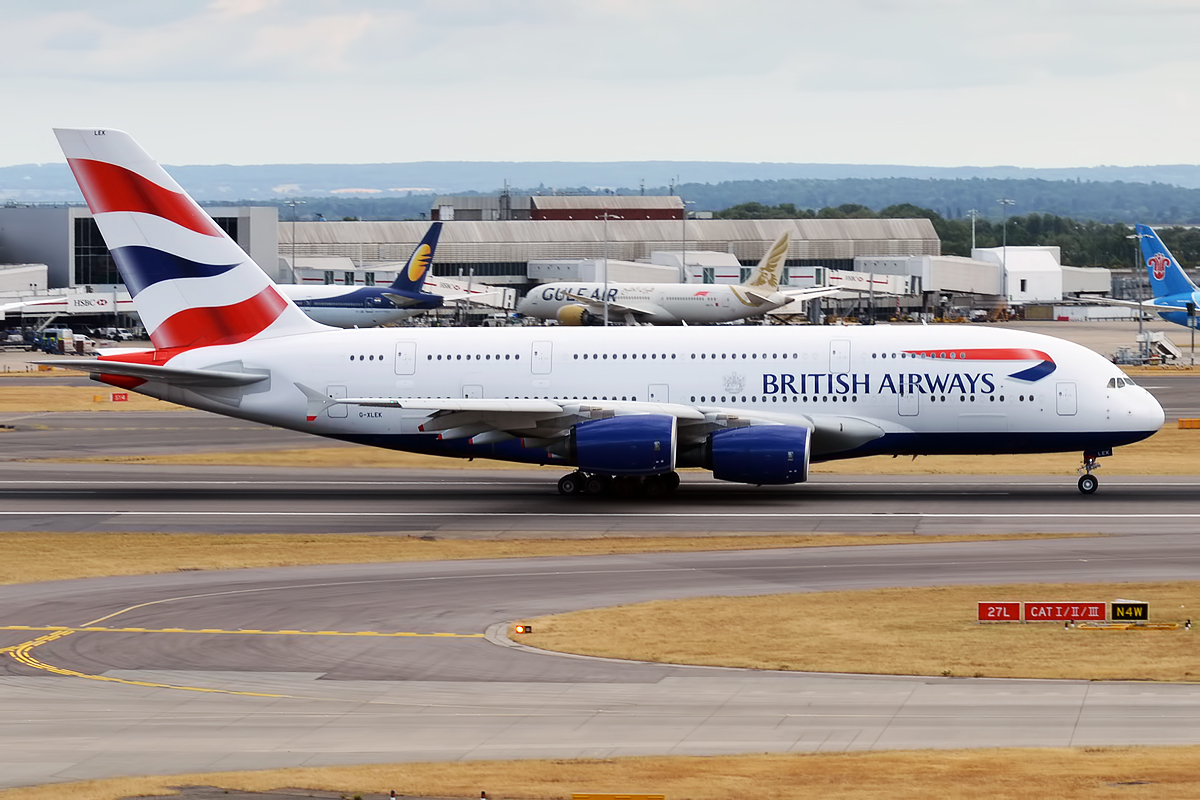
空中巴士A380-800

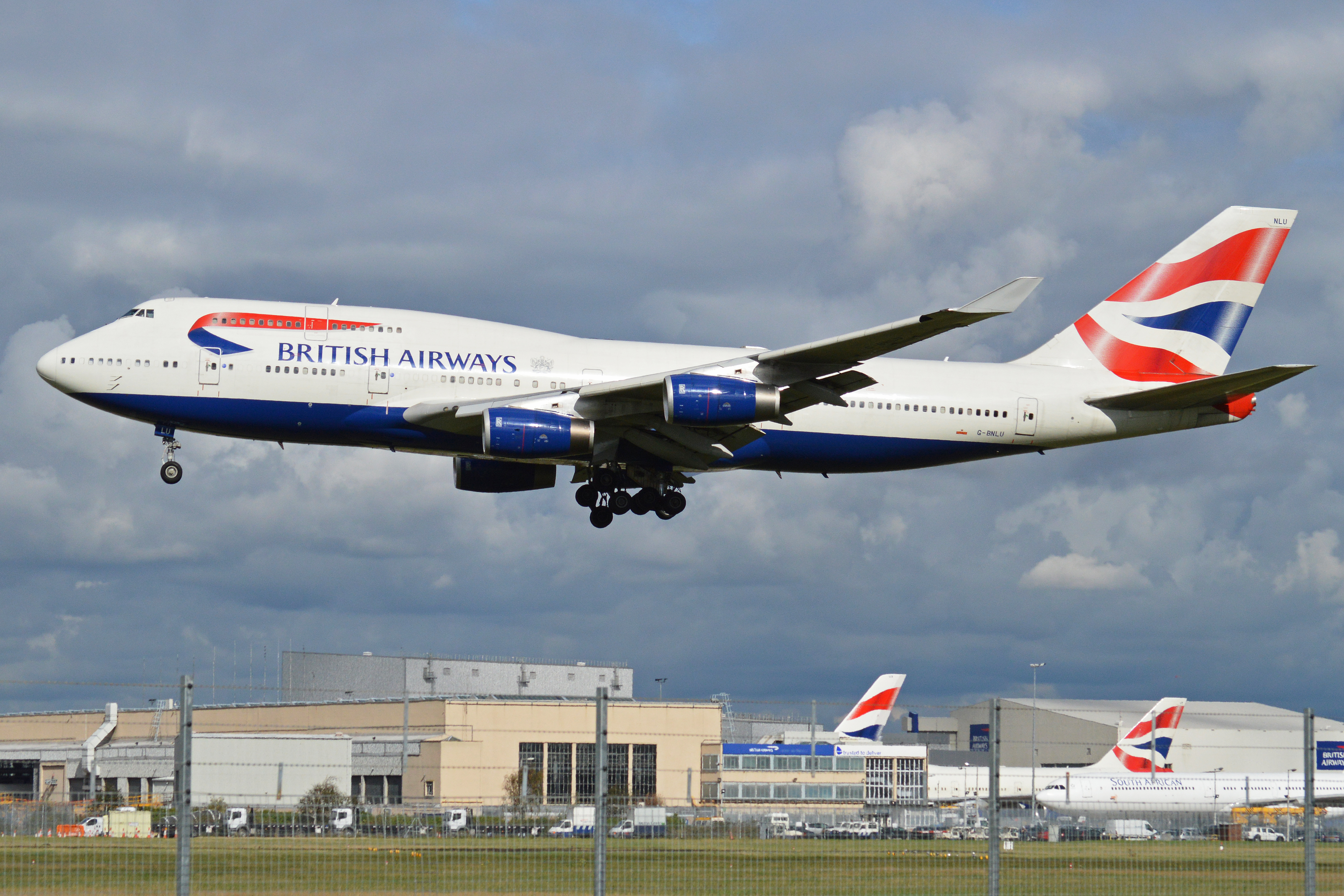
波音747-400 (此機型現已退役)

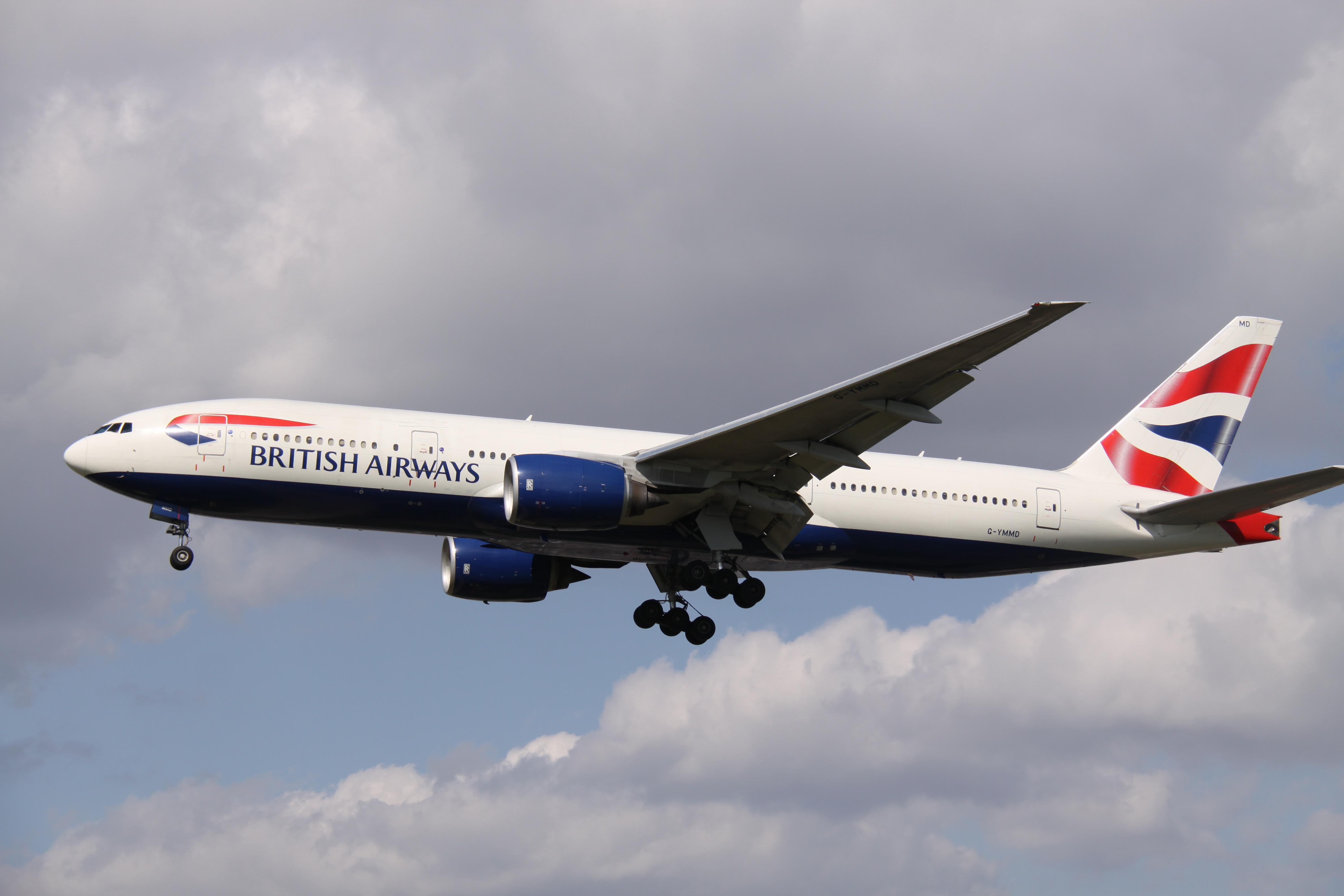
波音777-200ER

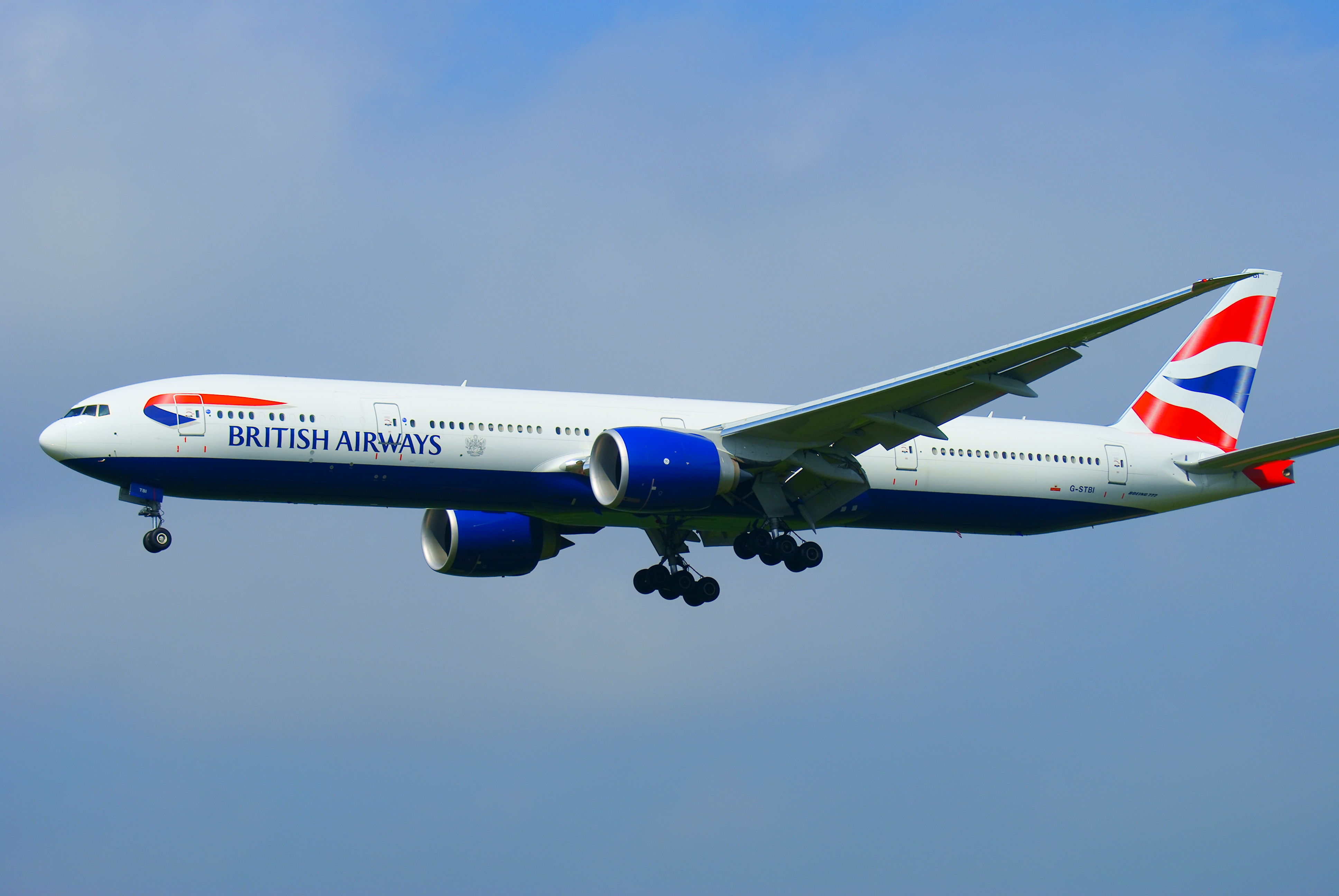
波音777-300ER

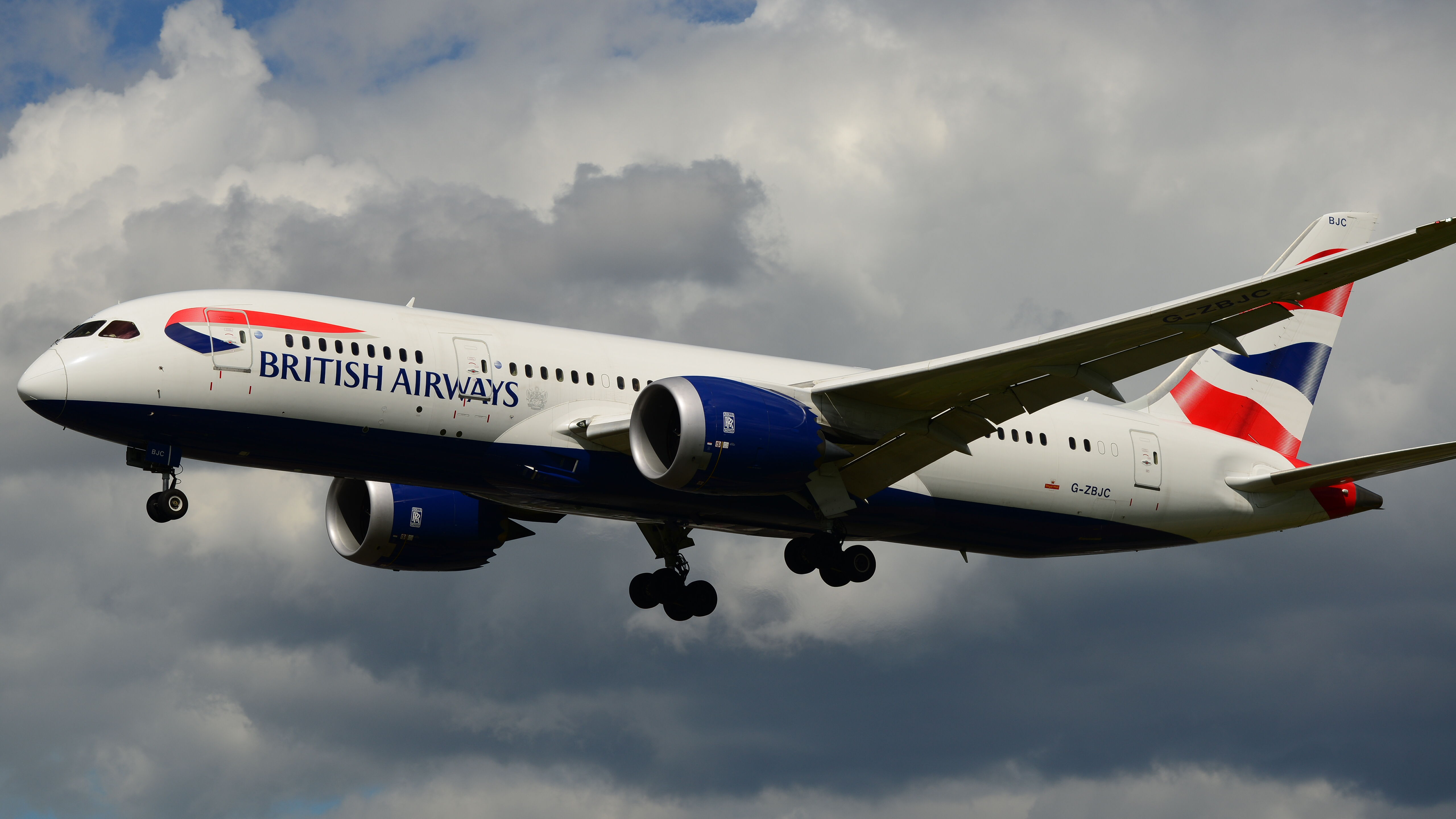
波音787-8

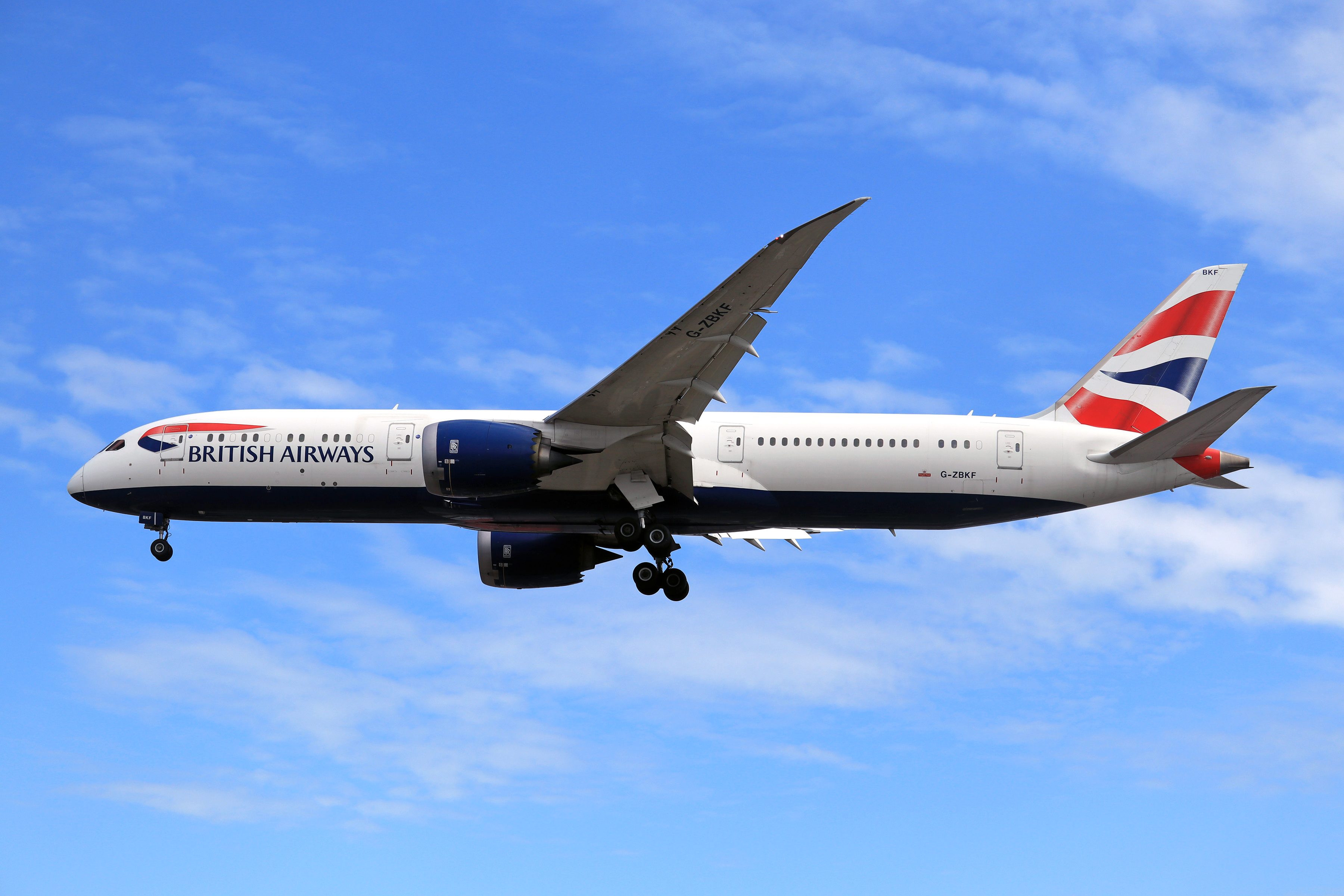
波音787-9

截至2025年6月，英國航空機隊平均機齡13.9年，擁有以下飛機：

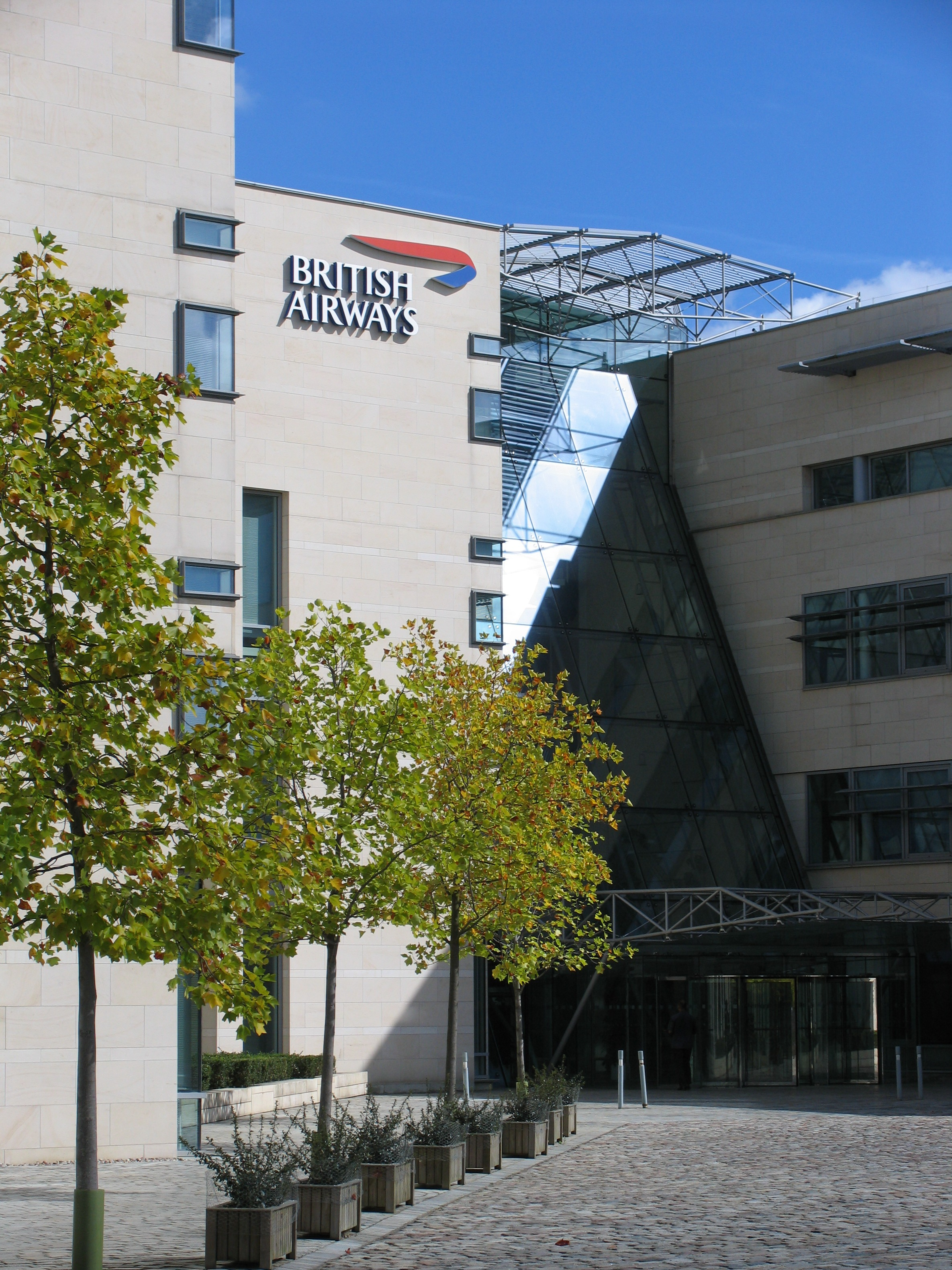
英航總部—Waterside

而在貨運方面，英航貨運（British Airways World Cargo）擁有三架是租自亞特拉斯航空旗下子公司Global Supply Systems的波音747-8F貨機，機組人員及其日常運作均由Global Supply Systems負責提供。

### 塗裝

復刻塗裝
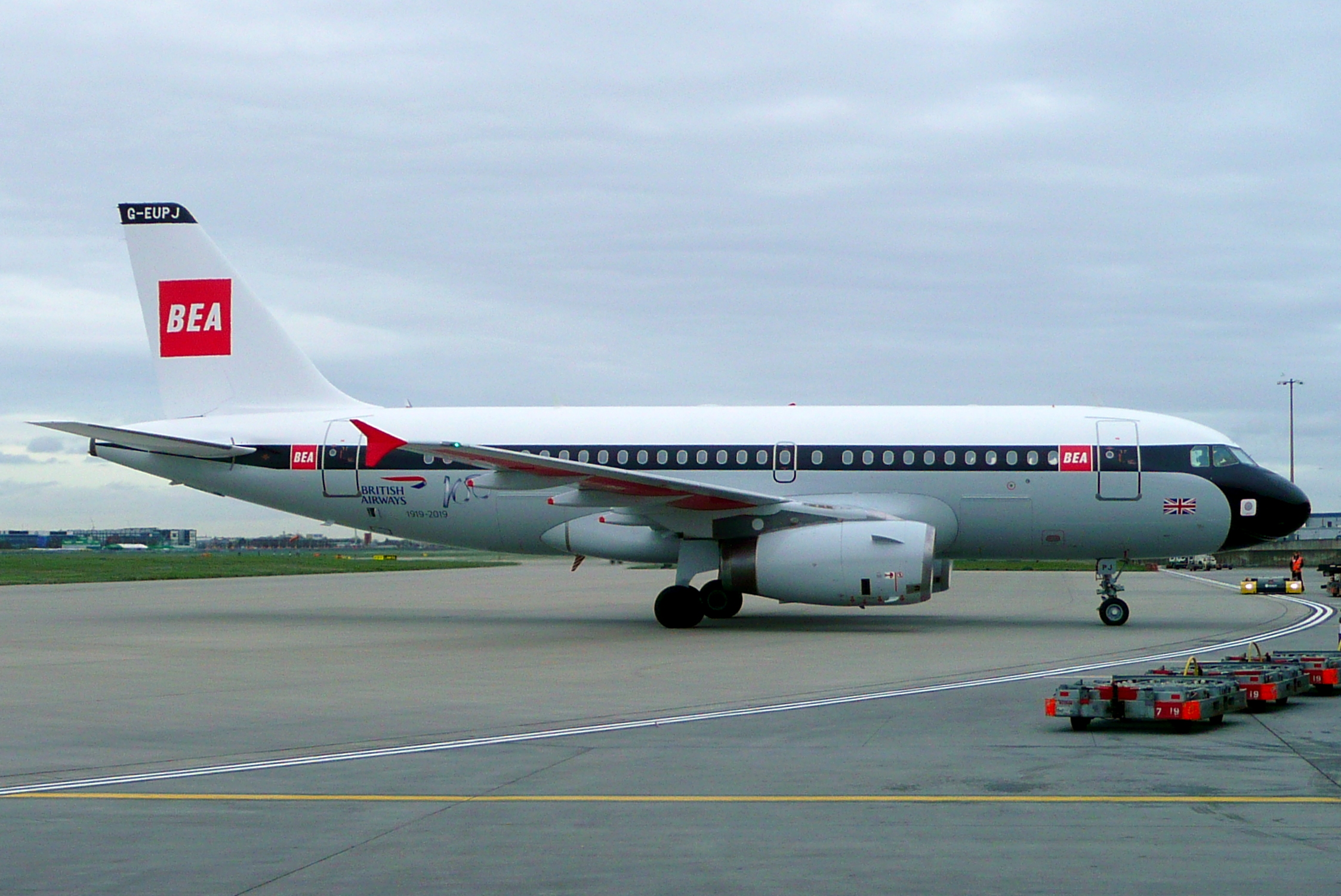
英國歐洲航空塗裝
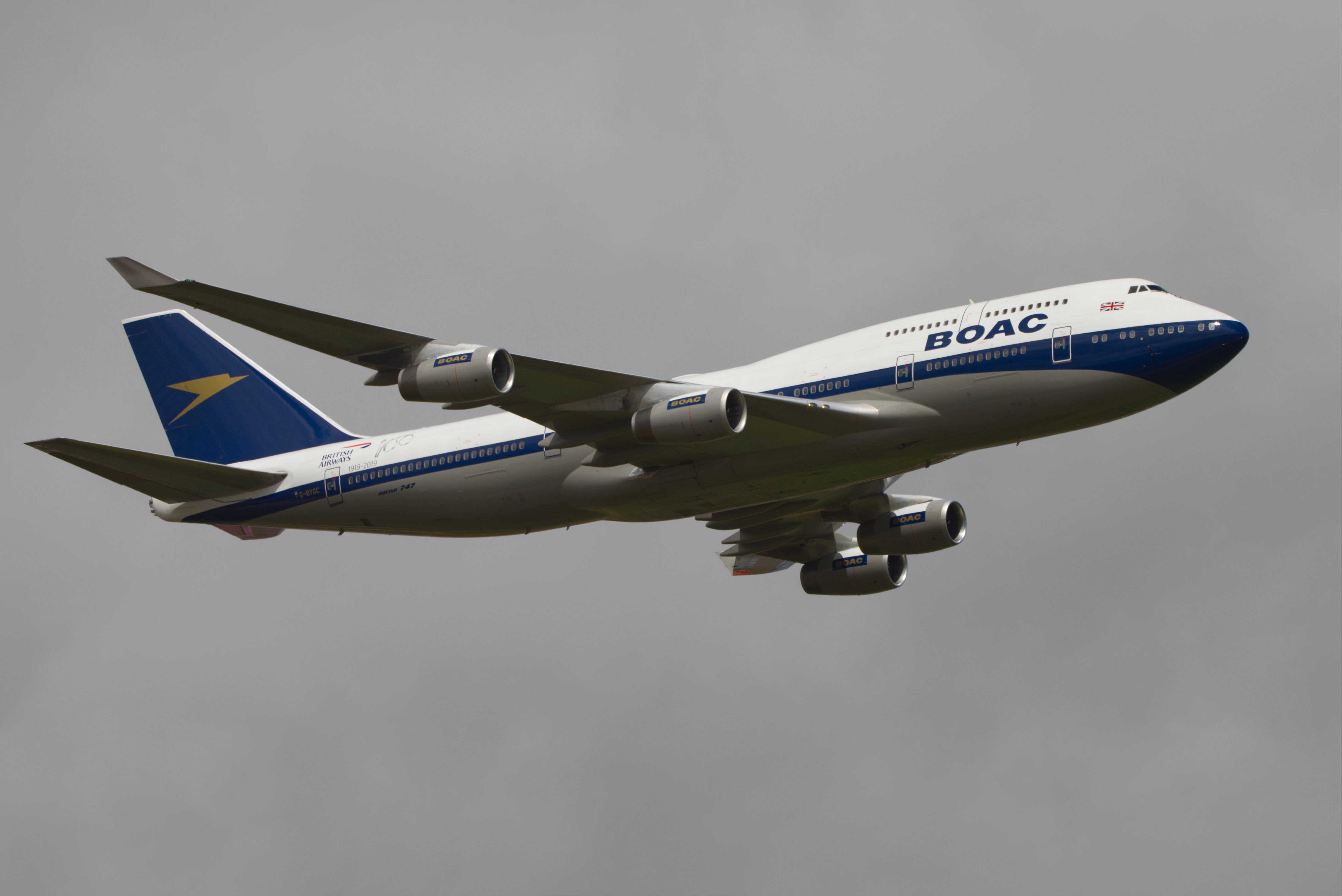
英國海外航空塗裝
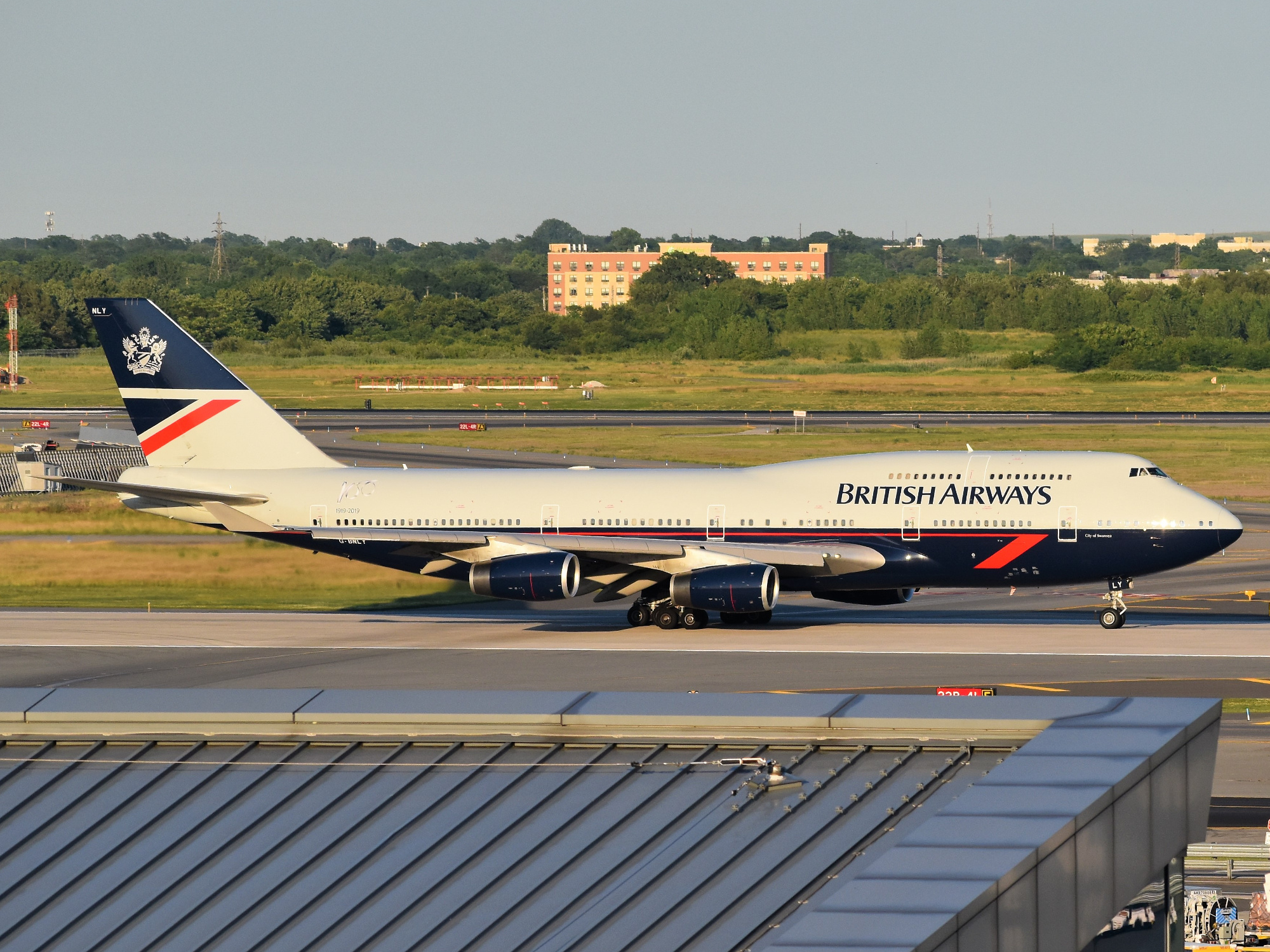
Landor塗裝
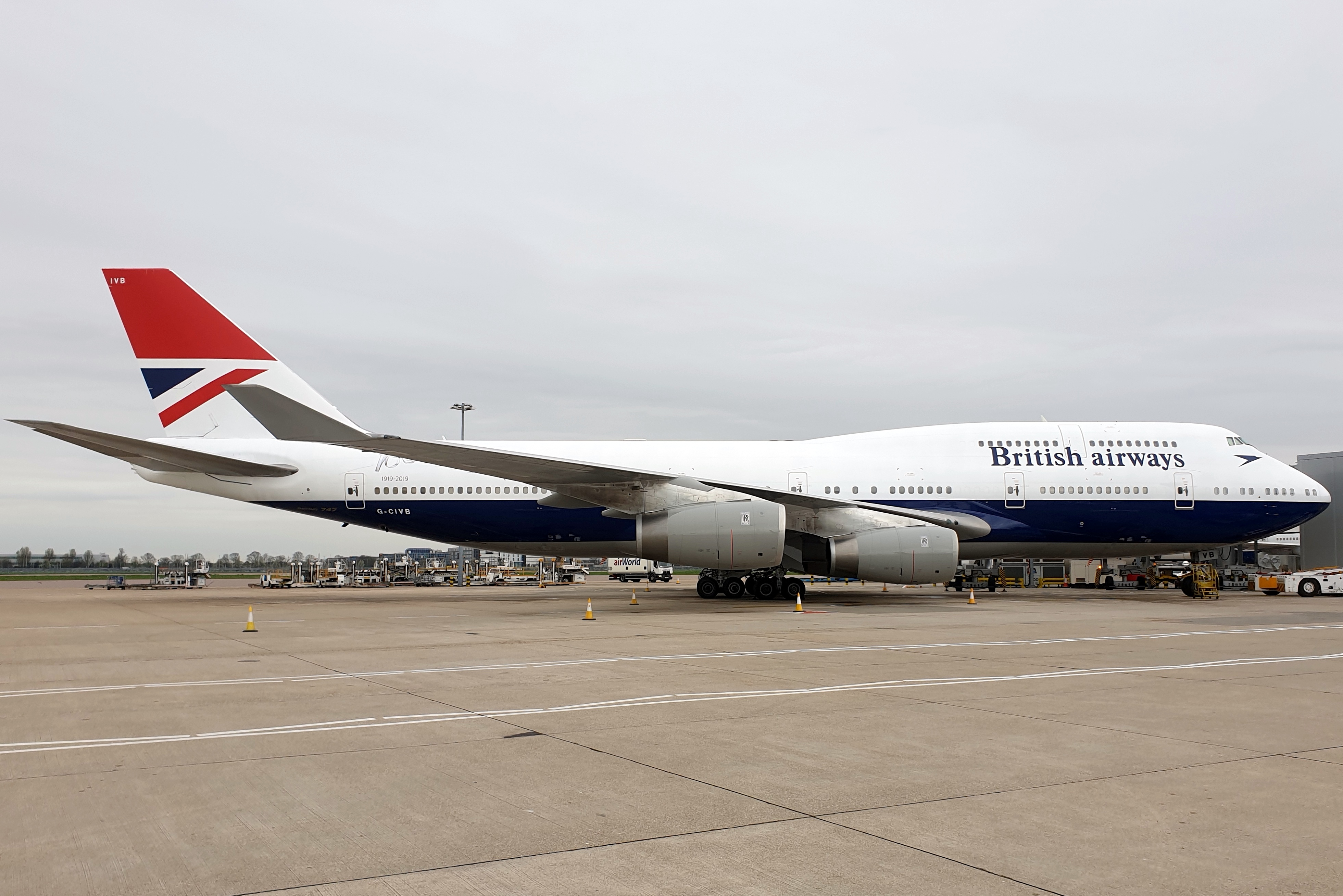
Negus塗裝

英航成立初期，大部分飛機的垂直尾翼上繪有英國國旗，而部分飛機只是將英國海外航空或英國歐洲航空的塗裝稍加變動，將原屬公司的名稱用“British Airways”字樣覆蓋。1984年，英航的塗裝有所變化並開始統一。
最早使用於協和客機垂直尾翼上的英國國旗藝術變體一直是英航的標誌。自1997年起，垂直尾翼的塗裝不再僅限於米字旗，而是根據飛行的航線採取多元文化塗裝，即“四海一家塗裝”。英國前首相戴卓爾夫人在1997年保守黨大會上發現了新塗裝的英航飛機模型，曾憤怒地用紙巾將尾翼包裹上，並說「我們飄揚的應該是國旗，不是這些惡心的東西」。再加上由於不同的尾翼圖案設計令到航空交通管制人員難以辨認英航客機，以及競爭對手維珍航空在旗下飛機小翼上髹上英國國旗，意圖奪下英國的載旗航空地位，這些都給英航施加了壓力。因此從2001年中起，英航決定把尾翼圖案單一化：全部使用原本由和諧式客機專用的漆咸船塢米字旗（Chatham Dockyard Union Flag）設計，而這款塗裝一直沿用至今。

四海一家塗裝
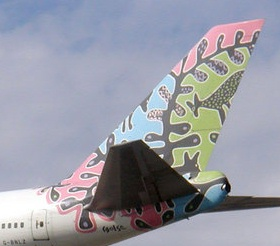
樹和動物塗裝
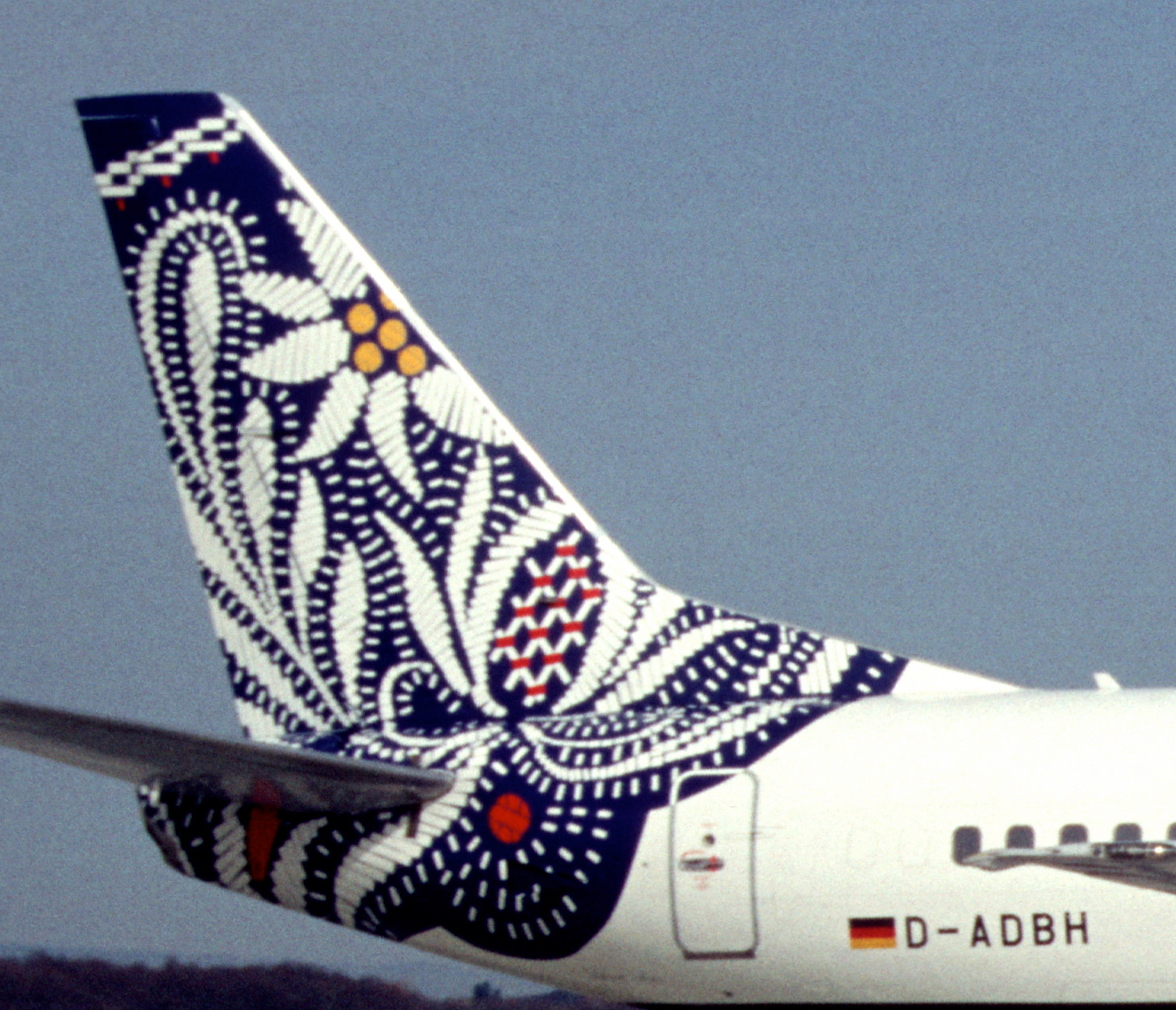
雪絨花塗裝
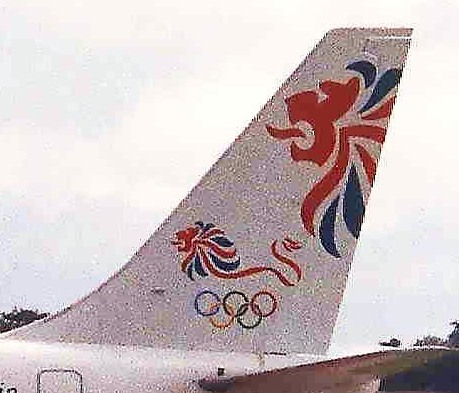
英國奧運代表隊塗裝
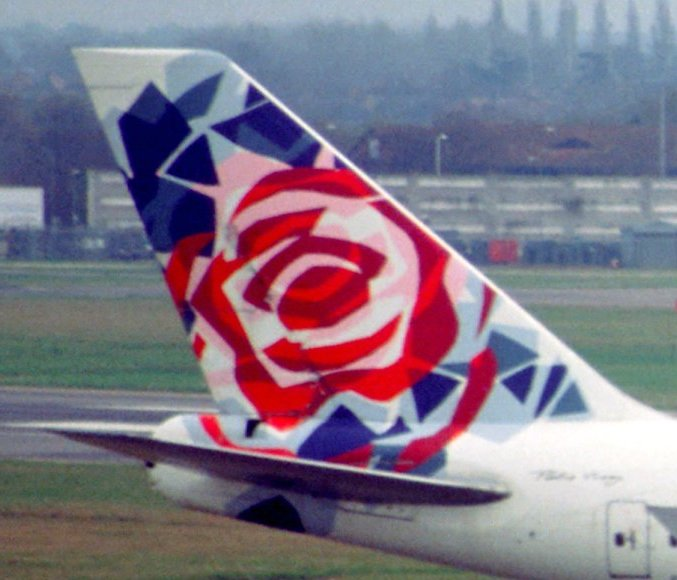
車路士玫瑰塗裝
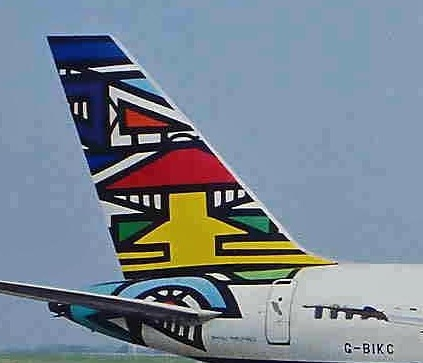
Ndebele Emmly塗裝
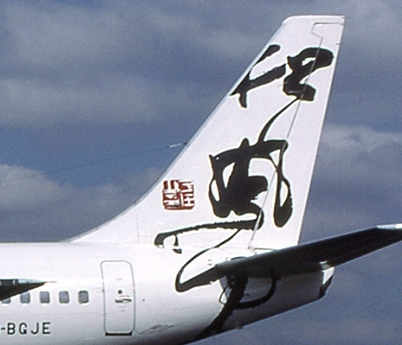
中國書法塗裝

為慶祝成立一百週年，英航於2019年在一架空客A319及三架波音747繪上不同年代的復刻塗裝。
- 復刻塗裝
- 英國歐洲航空塗裝
- 英國海外航空塗裝
- Landor塗裝
- Negus塗裝

## 飛行事故及意外
- 1974年11月，英國航空870號班機（維克斯VC10執行）由迪拜飛往倫敦時遭到劫持，降落在的黎波里。[13]
- 1976年9月10日，執行英國航空476號班機的一架霍克薛利三叉戟型（編號G-AWZT，使用英國歐洲航空塗裝）在薩格勒布上空與伊內克斯-亞得里亞航空的一架道格拉斯DC-9（編號YU-AJR）相撞，造成兩機上共176人全部死亡，史稱薩格勒布空難。
- 1982年6月24日，英國航空9號班機，一架波音747-236B（註冊編號G-BDXH）由倫敦經孟買、馬德拉斯、吉隆坡飛往奧克蘭，在印尼一帶飛入火山灰雲，導致四個引擎全部熄火，後來引擎恢復運作，飛機得以安全降落在雅加達哈利姆機場。[14]
- 1990年6月10日，英國航空5390號班機，一架BAC 1-11（編號G-BJRT）在由伯明翰飛往西班牙馬拉加途中，駕駛艙的一塊擋風玻璃突然飛脫，機長的上半身也被吸出機外。副機長最後控制飛機降落在南安普頓，機長也奇跡般生還。[15]
- 1990年8月2日，英國航空149號班機被扣事件，一架波音747-136（編號G-AWND）由倫敦經科威特城預備飛往吉隆坡梳邦機場，但由於伊拉克入侵科威特，機上人員全數被伊拉克士兵扣留，其中1人被殺，飛機也在交戰中被摧毀。[16][17]
- 2001年9月5日，英國航空一架波音777-200ER（註冊編號G-VIIK）在丹佛國際機場加油期間，加油喉管突然鬆脫，噴灑燃料並起火。火警雖於兩分鐘後被撲滅，但加油員被燒死。[18]
- 2005年2月20日，英國航空268號班機，一架波音747-436（編號G-BNLG）由洛杉磯飛往倫敦，起飛后2號引擎失火，飛機繼續飛行至英國，最後轉降曼徹斯特機場。
- 2008年1月17日，英國航空38號班機，一架波音777-236ER（編號G-YMMM）由北京飛往倫敦，降落時因發動機失效，在倫敦希斯路機場27L跑道頭觸地，起落架及引擎受損。這架飛機因損毀情況嚴重，被成為第一架因事故而報廢的波音777客機。
- 2013年12月22日，英國航空34號班機，一架波音747-436（編號G-BNLL）在約翰内斯堡奧利弗·坦博國際機場滑行時因未能及時轉彎而撞上一座辦公樓，導致4名地勤人員受傷。[19]涉事客機已於2014年2月宣佈報廢。[20]
- 2015年9月8日，英國航空2276號班機，一架波音777-200從拉斯維加斯麥卡倫國際機場飛往倫敦蓋特威克機場，起飛時引擎突然失靈並引發火災。[21]
- 2022年1月26日，一架停泊在南非開普敦國際機場的波音777-300ER客機在乘客下機後，後推離開空橋機位時，因工作人員忘記客機連接空橋的1號艙門尚未關閉，艙門直接被從機身上扯下、遺留在空橋上[22][23]。

## 競爭對手
英國維珍航空是英國航空國際航班最強勁的對手，維珍航空是為了搶下英國航空龍頭，成為英國最大航空公司。至於國內及歐洲航班，則面對易捷航空的競爭。
1999年7月，欧盟委员会认定，英国航空公司通过奖励措施，以提高佣金为诱饵，鼓励英国的旅行社多销售自己的机票，影响了英国其他航空公司相同价格机票的销售。这是滥用市场优势地位的行为，违反了欧盟反垄断规定，决定对英国航空公司处以680万欧元的罚款。2007年3月15日，欧洲法院驳回了英国航空公司的上诉。

## 獎項

### Skytrax評估
- 2006年：年度最佳航空公司第一
- 2007年：四星級航空公司
- 2012年：四星級航空公司
- 2017年：三星級航空公司

## 外部連結
- 英國航空（页面存档备份，存于）（英文）（简体中文）（法文）（西班牙文）（德文）（意大利文）（波兰語）（葡萄牙文）（日語）（俄文）
- 英國航空的Facebook專頁
- 英國航空的X（前Twitter）
- 英國航空 （页面存档备份，存于）的Linkedin帳戶